# Odprto prvenstvo Francije 1971
Odprto prvenstvo Francije 1971 je teniški turnir za Grand Slam, ki je med 24. majem in 6. junijem 1971 potekal v Parizu.

## Moški posamično
Jan Kodeš :  Ilie Năstase, 8-6, 6-2, 2-6, 7-5

## Ženske posamično
Evonne Goolagong :  Helen Gourlay, 6–3, 7–5

## Moške dvojice
Arthur Ashe /  Marty Riessen :  Tom Gorman /   Stan Smith, 6–8, 4–6, 6–3, 6–4, 11–9

## Ženske dvojice
Gail Sherriff Chanfreau /  Françoise Dürr :  Helen Gourlay /  Kerry Harris,  6–4, 6–1

## Mešane dvojice
Françoise Dürr /  Jean-Claude Barclay :  Winnie Shaw /  Tomas Lejus, 6–2, 6–4